# Henry M. Hyams
Henry Michael Hyams (* 4. März 1806 in Charleston, South Carolina; † 25. Juni 1875 in New Orleans, Louisiana) war ein US-amerikanischer Politiker. Zwischen 1860 und 1864 war er konföderierter Vizegouverneur des Bundesstaates Louisiana.

## Werdegang
Henry Hyams war ein Cousin von Judah Philip Benjamin (1811–1884), der in der Regierung der Konföderation mehrere Ministerposten bekleidete. Nach einem anschließenden Jurastudium und seiner 1830 erfolgten Zulassung als Rechtsanwalt begann er in diesem Beruf zu arbeiten. Außerdem war er zwischenzeitlich im Bankgewerbe und als Gerichtsdiener im Natchitoches Parish tätig. Ab den 1830er Jahren war er Mitglied eines Komitees, das sich vehement gegen die Gegner der Sklaverei einsetzte. Damit unterstützte er diese Institution rückhaltlos. Politisch wurde er Mitglied der Demokratischen Partei. 1855 wurde er in den Senat von Louisiana gewählt.
1860 wurde Hyams an der Seite von Thomas Overton Moore zum Vizegouverneur von Louisiana gewählt. Dieses Amt bekleidete er zwischen 1860 und 1864. Dabei war er Stellvertreter des Gouverneurs und Vorsitzender des Staatssenats. Während der Besetzung einiger Teile des Staates Louisiana durch Streitkräfte der Union im Bürgerkrieg übte er dieses Amt nur in den bei der Konföderation verbliebenen Teilen des Staates aus. Gleichzeitig gab es mit James Madison Wells einen Vizegouverneur in den zur Union gehörenden Gebieten. Henry Hyams starb am 25. Juni 1875 in New Orleans, wo er auch beigesetzt wurde.